# Жёлтая крепость
Жёлтая крепость (Жёлтый бастион, босн. Žuta Tabija, хорв. Žuta Tabija, серб. Жута Табија) — фортификационное сооружение, возвышающееся над историческим центром Сараево на высоте 615 м над уровнем моря. Она была построена из песчаника в 1727-1739 гг как часть Вратника. Крепость являлась одним из ключевых оборонительных сооружений, расположенных над историческим центром города и районом Башчаршия.
Средневековые источники упоминают о существовании крепости во Вратнике ещё в период Османской империи. После захвата города Евгением Савойским в 1697 году, когда было разграблено и сожжено Сараево, губернатор Гази Ахмед-паша Рустемпашич в конце 1720-х начал строительство оборонительных сооружений. Крепость была спроектирована с семью сторонами высотой около 10 м и восьмой на севере высотой 27,5 м. Стены были толщиной 35 см. Первоначально крепость называлась Джековацкий бастион по месту района, но местные жители прозвали её Желтой из-за цвета камня.
Оборонительная система функционировала до 1878 года, когда город был захвачен Австро-Венгрией. После этого бастион использовался австрийской армией, при этом мусульманам было разрешено продолжать традицию стрельбы из пушки во время Рамадана, которая сохраняется до настоящего времени.
Крепость была реконструирована в 1883, 1903 и 1998 гг. Помимо её, во Вратнике сравнительно хорошо сохранились Белая крепость и Вишеградские ворота.
В 2005 году Желтая крепость была объявлена Национальным памятником Боснии и Герцеговины. Благодаря своему выгодному расположению, с которого открывается панорамный вид на Сараево, это одно из самых посещаемых туристических мест города.

## Галерея

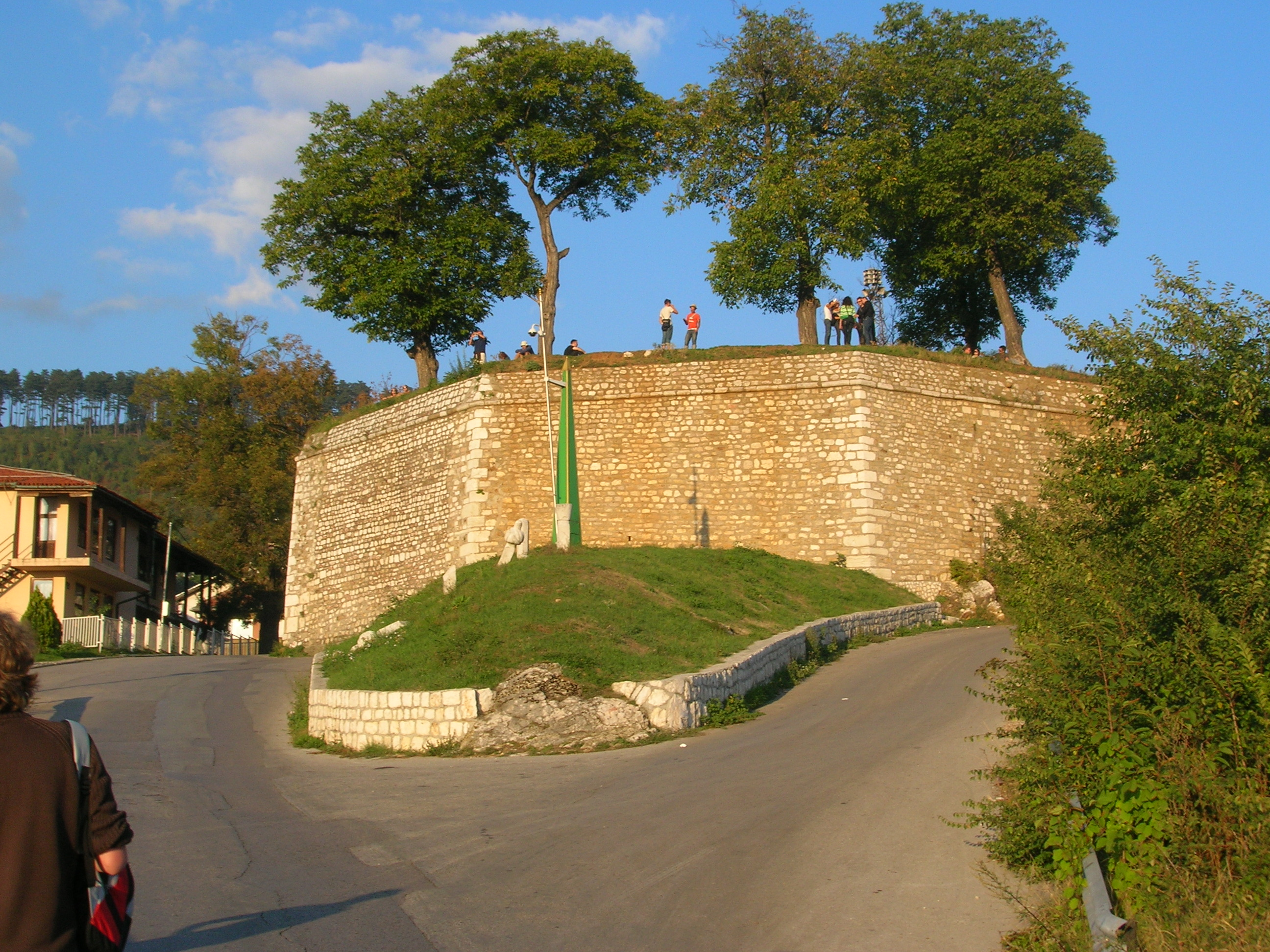
Жёлтая крепость в 2007 году
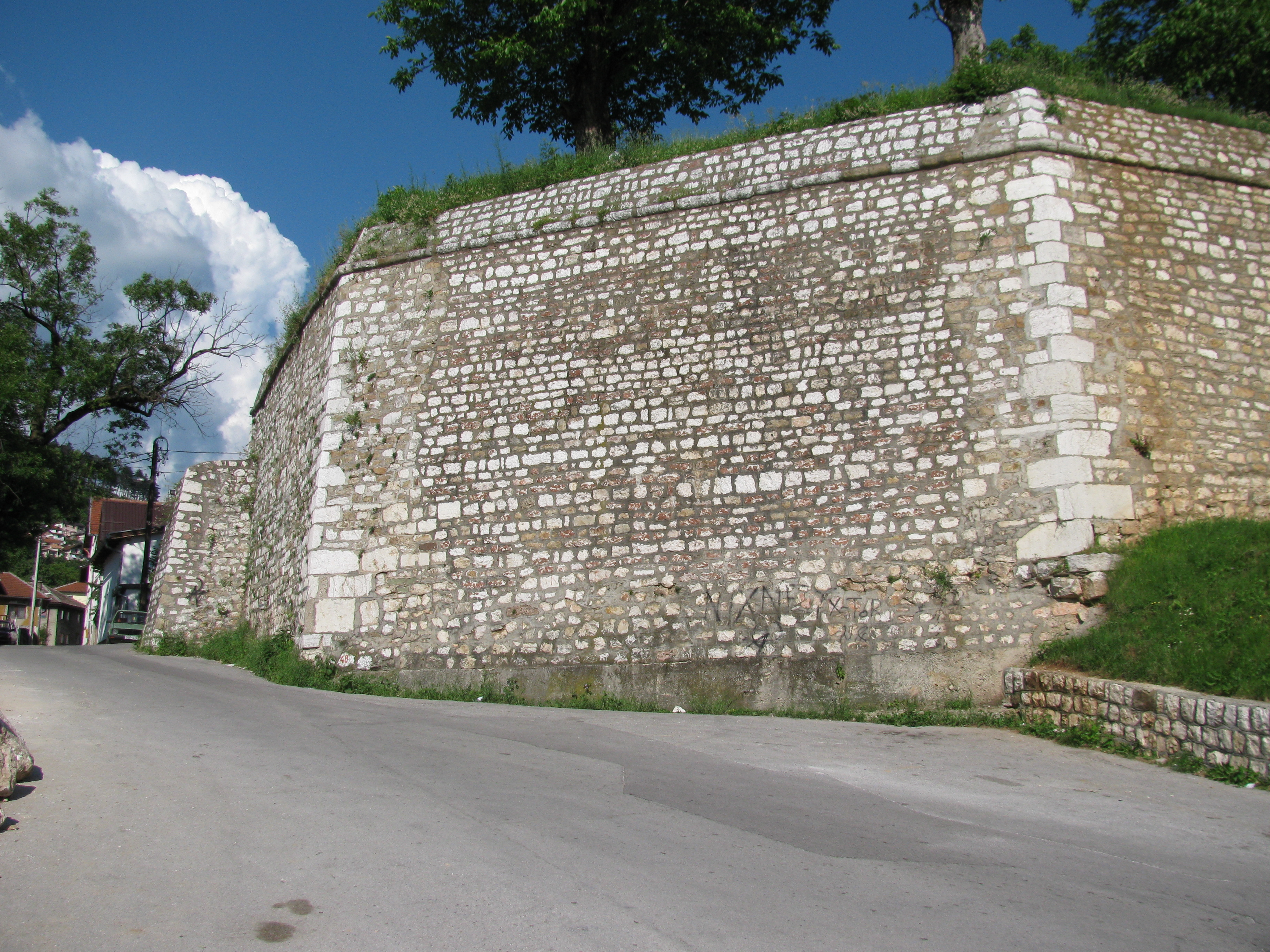
Стены крепости
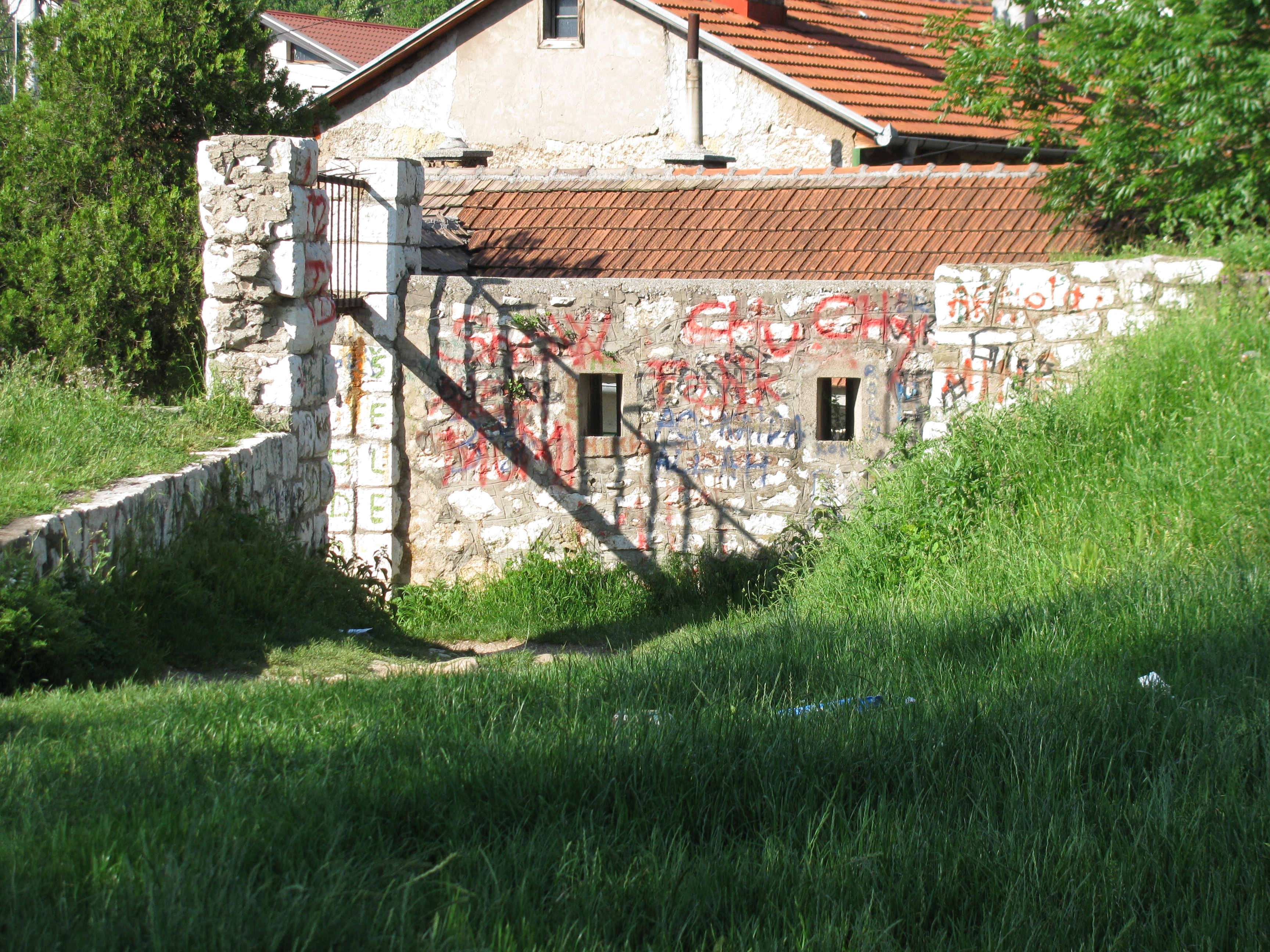
Вход в Жёлтую крепость
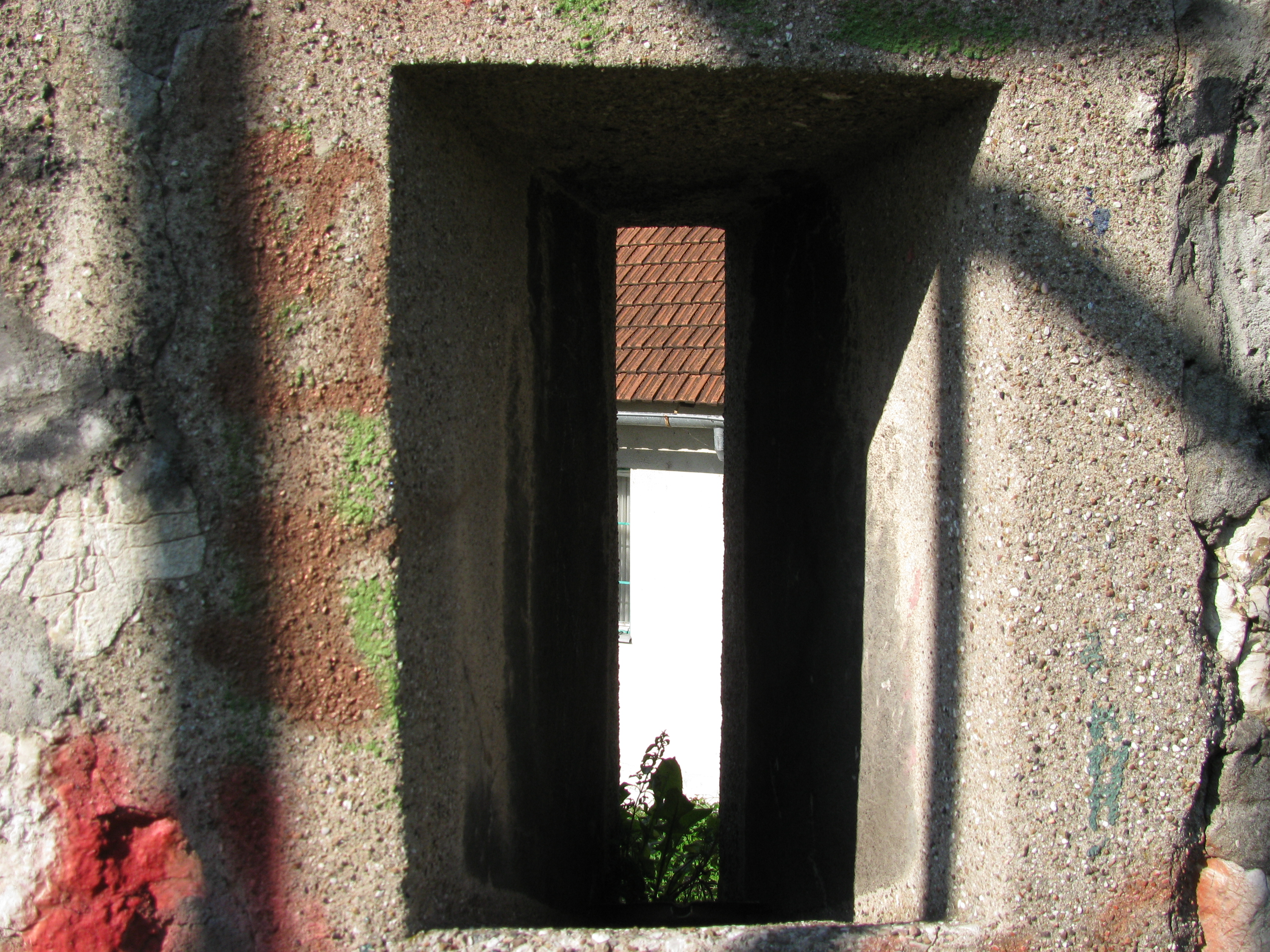
Окно крепости

## См.также
- Белая крепость (Сараево)
- Вратник